# Anna Belknap
Anna Belknap, född 22 maj 1972, är en amerikansk skådespelare, känd bland annat för sina roller som Eva Rossi i Medical Investigation och i Lindsay Monroe i CSI NY.
Hon är gift och har en dotter född 2007.